# Corps (typographie)
Pour les articles homonymes, voir Corps.

Le corps typographique en informatique. Le corps en typographie correspond à la hauteur du rectangle blanc.

En typographie, le corps est la taille d'une fonte de caractères, mesurée en points typographiques : un texte en corps 10 est un texte composé dans une police dont le corps est de dix points.

## Définition
En typographie traditionnelle, le corps est la hauteur de la pièce métallique sur laquelle apparaît en relief la forme du glyphe représentant le caractère imprimé. C’est donc l’addition de la hauteur d’x, des ascendantes, des descendantes (autrement dit la hauteur maximale occupée par le dessin de tous les caractères, y compris avec signes diacritiques), à laquelle s’ajoutent les talus de tête et de pied. En informatique, le caractère métallique n’existe plus mais le dessin de la lettre inclut encore toujours talus de tête et de pied. 
Quelles que soient la fonte et la lettre représentée, à un corps donné, la distance entre les lignes de base de deux lignes successives composées sans interligne (p. ex. 10/10) sera toujours identique. Par contre, la hauteur d’œil, c'est-à-dire la hauteur du glyphe lui-même, est une fraction plus ou moins importante du corps et varie selon la police et le caractère, de même que la hauteur d’x qui indique la hauteur des bas de casse sans ascendantes ni descendantes.
Le corps d'une fonte est également l'unité de mesure absolue couramment utilisée avec les moyens de composition et d'édition de texte informatiques modernes. Les unités de mesure relative s'expriment en relation avec le corps : un espacement vertical de 0,5 em ou 50 % est un espacement de cinq points si le texte est en corps 10, de six points s'il est en corps 12. De même, un titre de 1,3 em ou 130 % sera en corps 13 si le texte courant est en corps 10.

## Historique
Historiquement, les fontes étaient classées par tailles avec des dénominations conventionnelles, mais pas de mesures fixées : ainsi deux fontes différentes portant la même appellation n’avaient-elles pas nécessairement la même hauteur de corps. C’est au XVIIIe siècle qu’on commence à percevoir la nécessité d’une uniformisation des unités, d’où la création du point typographique qui connaît diverses variantes jusqu’à l’adoption du point Didot en Europe et de son homologue anglo-saxon, le point Pica.

### En France
Attention : selon les ouvrages, les noms peuvent différer ou ne pas représenter la même valeur.
- Diamant (équivalent à un corps 3 points Didot)
- Perle (4)
- Sedanoise (4)
- Parisienne (5),
- Nompareille ou nonpareille (6),
- Mignonne (7),
- Petit-texte ou gaillarde[1],[2] (8),
- Gaillarde[3] ou petit-romain[1] (9),
- Petit-romain ou philosophie[1](10),
- Philosophie ou cicéro[4] (11),
- Cicéro ou saint-augustin[4] (12), ou douze, abrégé en dz, utilisé comme unité de base dans la presse en impression typographique ;
- Saint-Augustin ou gros-texte[4] (14),
- Gros-texte (16),
- Gros-romain (18),
- Petit-parangon (20),
- Gros-parangon (22),
- Palestine (24),
- Petit-canon (26[4]) ou (28),
- Trismégiste (36),
- Gros-canon (44) ou (40 et 48[4]),
- Double-canon (56),
- Triple-canon ou double-trismégiste[4] (72),
- Triple-canon (88)[4],
- Grosse-nonpareille (96),
- Moyenne de fonte (100)[4].

### En Grande-Bretagne et États-Unis
- Excelsior (US), Minikin (Brit.) (3 points)
- Brilliant (4)
- Diamond (4,5)
- Pearl (5)
- Agate (US), Ruby (Brit.) (5,5)
- Nonpareille (6)
- Minionette (US), Emerald (Brit.) (6½)
- Minion (7)
- Brevier, Petit, Small text (8)
- Bourgeois, Galliard (9)
- Long Primer, Corpus, Garamond (cf. Garamond) (10)
- Small Pica, Philosophy (11)
- Pica (12)
- English, Mittel, Augustin (14)
- Columbian (US), Two-line Brevier (Brit.) (16)
- Great Primer (18)
- Paragon (20)
- Double Small Pica (21)
- Double Small Pica (US), Double Pica (Brit.) (22)
- Double Pica (US), Two-line Pica (Brit.) (24)
- Double English (US), Two-line English (Brit.) (28)
- Five-line Nonpareil (US) (30)
- Four-line Brevier (US) (32)
- Double Great Primer (US), Two-line Great Primer (Brit.) (36)
- Meridian (US), Two-line Double Pica (Brit.), Trafalgar (44)
- Canon, Four-line (48)
- Five-line Pica (60)
- Inch (72)

Cette série d'appellations ne doit pas faire oublier qu'il en existe également d'autres à propos des descriptions d'empattement, des styles de fonte, des noms des polices de caractères.